# KrAZ Fiona
KrAZ Fiona (КрАЗ Фіона) — сімейство українських бронеавтомобілів з V-подібним днищем з колісною формулою 6х6, розроблених компанією АвтоКрАЗ спільно з канадською компанією Streit Group на основі КрАЗ-6322. Машини створені за стандартом MRAP і представлені в першій половині 2015 році. В Україні броньовик представлений 28 серпня 2015 року під час святкування 70-ї річниці Кременчуцького автозаводу.
KrAZ Fiona є трьохвісною версією KRAZ SHREK ONE.

## Технічні характеристики
- Бронювання Рівень: STANAG 4569 Level 2
- Сидіння: 10 + 2
- Компоненти підвіски Підвіска посилені в міру необхідності, щоб компенсувати додаткову вагу транспортного засобу
- Двигуни:

1. Caterpillar C9 Heavy Duty, 7,2 л, 6 циліндрів в ряд, з турбонаддувом потужністю 450 к.с. при 2100 об/хв, що працює в парі з 6-ст. АКПП Caterpillar CX28
2. ЯМЗ-238Д (Євро-0) потужністю 330 к.с. при 2800 об/хв, що працює в парі з 9-ст. МКПП Fast Gear 9JS150TA-B
3. Cummins ISME 385, 10,8 л, 6 циліндрів в ряд, з турбонаддувом потужністю 380 к.с. при 1900 об/хв, що працює в парі з 6-ст. АКПП Allison 4000

## Військові оператори
- Україна — невідома кількість машин KrAZ Fiona застосовуються в боях проти російських окупантів.